# Neocomunism
Neocomunismul este o  mișcare politică ce își propune să reînvie ideologia și practicile comuniste.

## Neocomunismul în România
Această nouă doctrină așa-zis politică, a apărut în România după 1989.
S-a născut ca urmare a ascensiunii rapide în funcții politice de prim rang a unor foști membrii influenți, dar de linia a doua ai Partidului Comunist Român, a foștilor ofițeri de securitate, a unor așa-ziși disidenți ai regimului sau unor indivizi condamnați de statul socialist pentru infracțiuni de drept comun.
Având același scop, acela de a ajunge cât mai repede la conducerea statului și de a umple vidul de putere creat, aceștia au beneficiat de acces nelimitat la resursele economico-strategice ale fostului stat socialist și au reușit, în foarte scurt timp, să acapareze puterea politică, autopropunandu-se și alegându-se reciproc în funcțiile de conducere ale statului.